# Pakistanische Fußballnationalmannschaft (U-23-Männer)
Die pakistanische U-23-Fußballnationalmannschaft ist eine Auswahlmannschaft pakistanischer Fußballspieler. Sie untersteht dem pakistanischen Fußballverband PFF und repräsentiert diesen international auf U-23-Ebene, etwa in Freundschaftsspielen gegen die Auswahlmannschaften anderer nationaler Verbände, bei U-23-Asienmeisterschaften sowie den Fußballturnieren der Olympischen Sommerspiele, der Asienspiele und der Südasienspiele.
Bisher konnte sich die Mannschaft nicht für das olympische Fußballturnier oder die U-23-Asienmeisterschaft qualifizieren. Bei den Südasienspielen 2004 und 2006 gewann die Mannschaft jeweils die Goldmedaille. An den Asienspielen nahm Pakistan fünfmal teil, kam aber nie über die Gruppenphase hinaus.
Spielberechtigt sind Spieler, die ihr 23. Lebensjahr noch nicht vollendet haben und die pakistanische Staatsangehörigkeit besitzen.

## Bilanzen
| Olympische Spiele - 1992 bis 1996: Nicht qualifiziert - 2000: Nicht teilgenommen - 2004 bis 2016: Nicht qualifiziert - 2020: Nicht teilgenommen U-22-/23-Asienmeisterschaften - 2014 bis 2016: Nicht qualifiziert - 2018 bis 2020: Nicht teilgenommen Asienspiele - 2002: Gruppenphase - 2006: Gruppenphase - 2010: Gruppenphase - 2014: Gruppenphase - 2018: Gruppenphase | Südasienspiele - 2004: Erster - 2006: Erster - 2010: Gruppenphase - 2016: Nicht teilgenommen |